# HMS Keith (D06)
«Кейт» (англ. HMS Keith (D06) — військовий корабель, лідер ескадрених міноносців типу «B» Королівського військово-морського флоту Великої Британії за часів Другої світової війни.
Лідер ескадрених міноносців «Кейт» був закладений 1 жовтня 1929 року на верфі компанії Vickers-Armstrongs у Барроу-ін-Фернесі. 10 липня 1930 року він був спущений на воду, а 20 березня 1931 року увійшов до складу Королівських ВМС Великої Британії.
Спочатку проходив службу в Середземноморському флоті, 1936 році переведений до Домашнього флоту. Під час Другої світової війни «Кейт» взяв участь у бойових діях на морі, бився у Північній Атлантиці, в Норвегії.
Проте, 1 червня 1940 року був потоплений німецьким пікіруючим бомбардувальником Ju 87 поблизу Дюнкерка під час евакуації союзних військ з Дюнкерського плацдарму.
За проявлену мужність та стійкість у боях Другої світової бойовий корабель відзначений двома бойовими відзнаками.

## Історія
21 листопада 1939 року лідер разом з есмінцями «Гріффін», «Джипсі», «Боудісіа», «Бурза» та «Гром» здійснювали протичовнове патрулювання у Північному морі. При поверненні на базу «Джипсі» наразився поблизу Гариджу на одну з магнітних морських мін, яку за дві години до цього скинули німецькі гідролітаки. В результаті вибуху корабель переломився майже навпіл. Загинуло 30 членів екіпажу разом з капітаном корабля, 115 осіб були врятовані іншими есмінцями та береговою службою порятунку.
1 червня 1940 року при проведенні операції «Динамо» з евакуації військ з Франції за один день німецькою авіацією знищені есмінці «Базіліск», «Кейт», «Гавант», «Фудруайян» та ще щонайменше 26 кораблів і суден союзників були затоплені.